# フランジブル弾

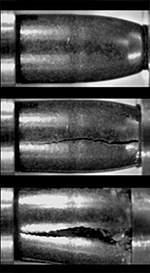
高速のひずみ波を受けたフランジブル弾が破砕する様子を撮影した連続写真

フランジブル弾（フランジブルだん、英語: frangible bullet）は、目標外への被害を最小にするため、着弾時に細かな粒子に崩壊するように設計されている弾丸。

## 解説
小さな粒子は空気抵抗によってより急速に減速されるため、弾頭の着弾点から離れた人や物に怪我や損傷を与える可能性が低くなる。
ほとんどのフランジブル弾頭は、硬い標的に当たると崩壊する。このメカニズムは、可鍛性の鉛と銅からなる弾頭が、大きな破片として硬い標的から跳ね返る傾向を最小限に抑えるために使用されてきた。亜音速では脆性破壊が発生する場合がある。フランジブル弾頭を薬莢に圧着しようとすると、弾頭が破損する可能性があり、半自動小火器の自動装填動作中にも破損することがある。また、リボルバーから発射された場合、弾頭がシリンダーを離れた後にバレルフォーシングコーンに遭遇するとしばしば破損する。

## 製造

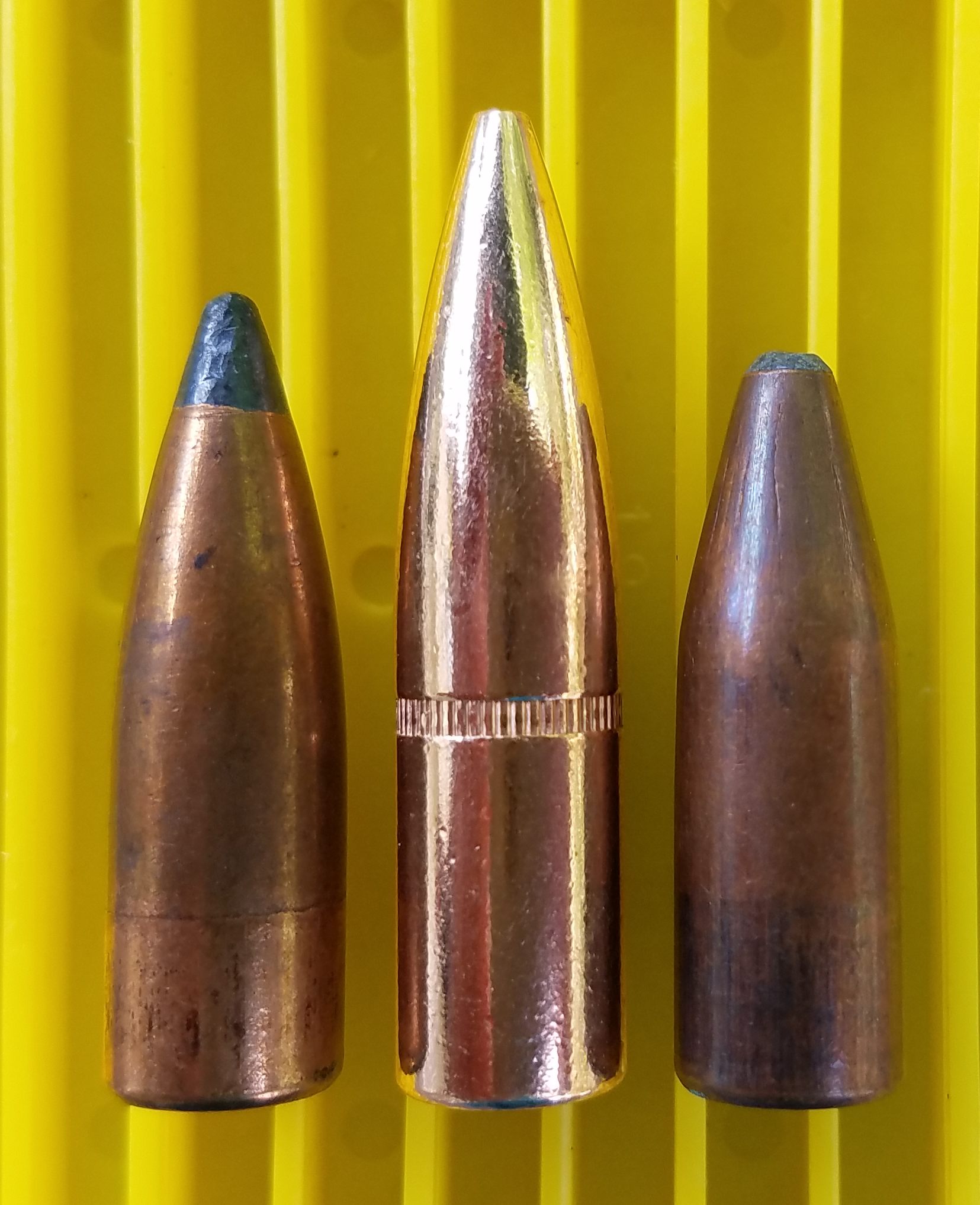
フランジブル弾は、同じ口径の従来の弾よりも軽かったり、長いことがある。中央の被甲フランジブル弾は、他の従来型の鉛の弾頭を持つソフトポイント弾より長い。三つの30口径（7.62mm）弾の重さはそれぞれ150 gr だが、より低い密度の破砕性弾頭は、より大きな体積を必要とするためである。

粉末冶金技術により、室温で圧縮された粉末金属（通常はスズ、銅、亜鉛、および/またはタングステン）の混合物からなる高密度材料により弾頭を製造する。機械的インターロックと冷間溶接により金属を直接プレスして成形するか、被甲の有無にかかわらず発射体にスウェージ加工できる棒材ビレットに接着する。
他の製造技術として、融点より低い温度で粉末金属を熱処理または焼結する、あるいは射出成形において粉末金属を接着剤またはポリマーで結合する方法もある。

## ターゲットの被害
弾頭の崩壊のメカニズムは、着弾時のエネルギー伝達によって変化する。充分な速度があれば、弾頭は着弾時に気化する可能性がある。しかし、弾頭を充分な速度で発射し、標的着弾時に確実に蒸発させることができる銃砲は少なく、また空気抵抗により弾頭の速度は発射点からの距離が長くなるほど低下するため、低速度での崩壊は他のメカニズムに依存するのが一般的である。
標的の特性は弾頭との相互作用の重要な側面である。柔軟な素材、壊れやすい素材、低密度の素材を通過しても、弾頭の分解を引き起こすほどの急減速は発生しない。
弾頭を確実に命中させるためには、取り扱い時、装填時、発射時の分解に耐える必要がある。そのため、高速装填では、標的への着弾前の分解から低靱性弾芯を保護するため、高靭性のメタルジャケットを必要とする場合がある。このジャケットは跳弾するかもしれないが、低靱性弾芯の重量が少ないため、その影響範囲は短くなるはずである。
フランジブル ホーローポイント弾は衣類、石膏ボード、薄い金属板を貫通する可能性がある。だが多くの場合、ガラスへの着弾時には崩壊する。
堅い対象物にフランジブル弾で損傷を与えることがある。損傷の程度は、弾頭の着弾時の速度に伴い増加する。着弾点でのエネルギー伝達により、脆い標的は破壊され、可鍛性材料は一時的に軟化し、永久に変形することがある。標的の結晶構造を変化させ、後続の弾頭による標的の損傷を増加させることがある。ライフル弾に耐えるように設計された鉄製ターゲットは、毎秒2700フィート（820m）以上の弾速で損傷する場合があり、より低速の弾頭もピストル弾やリムファイア弾を意図した鉄製ターゲットを損傷する場合がある。
生体目標に当たったフランジブル弾は、通常の弾頭と同様の傷口を形成する。フルメタルジャケット弾と同様に軟組織を貫通するものもある。骨に当たると分解するものもある。狩猟用弾頭にはフランジブル弾芯が含まれており、軟組織や液体によって保護ジャケットが破られた時に崩壊するように設計されている。フランジブル弾が肉に当たって崩壊すると、非常に深刻な傷を負い、持続的な影響を与える。
フランジブル弾は、従来の鉛弾に耐えることを目的とした防護服に対して、従来とは異なる脅威となる可能性がある。米国立司法研究所の要請により、国立標準技術研究所にある法執行基準局のスタッフは、防護服に対する可燃性弾薬の性能を評価する一連の限定的な試験を実施した。この予備的な研究は、この種の弾丸が個人の防護服に安全上の脅威を与える可能性があるという主張の妥当性を確立することを試みるように設計さ れたものである。この脅威の真の範囲と関連性は、2002年11月時点では不明。

## 用途
フランジブル弾の使用は、1人または複数の射手が360度様々な方向から複数の鉄製ターゲットと交戦する特殊な戦闘シミュレーション訓練において、跳弾や過剰貫通の危険性や鉛の被ばくを低減することで、安全性を向上させることができる。フランジブル弾はまた、都市、船や航空機内、または石油・化学プラットフォームや原子力発電所内で使用される。

## 歴史
20世紀の遊園地の射撃場における、金属ターゲットから跳弾破片による負傷は、特殊な.22ショートフランジブル弾の開発を促した。米国は、装甲されたRP-63有人標的機での標的練習のため、航空機の.30口径機関銃に壊れやすい鉛/ベークライトM22弾を使用した。低密度のM22弾は、自動装填式機関銃の機能を維持するために従来のM2弾と同じ形状だったが、M2弾の重さ152グレーン (9.8 g)に対してわずか110グレーン (7.1 g)である。
21世紀初頭、米軍は小火器訓練中の跳弾のリスクを減らすためにフランジブル弾を使い始めた。これらの弾薬は、黄銅製の被甲内に収納される粉末銅とタングステン製の弾芯の結合剤としてナイロンを使用している。